# Реј Хигучи
Реј Хигучи (Ибараки, 28. јануар 1996) је јапански рвач слободним стилом. На Олимпијским играма у Рио де Жанеиру 2016. освојио је сребрну медаљу у категорији до 57 kg.